# Мяр'янді
Мя́р'янді (ест. Märjandi küla) — село в Естонії, у волості Ярва повіту Ярвамаа.

## Населення
Чисельність населення на 31 грудня 2011 року становила 68 осіб.

## Географія
Поблизу населеного пункту проходить автошлях 5 (Пярну — Раквере — Симеру).

## Історія
До 21 жовтня 2017 року село входило до складу волості Амбла.